# Краснополь (Чудновский район)
Красно́поль (укр. Краснопіль) — село на Украине, основано в 1601 году, находится в Чудновском районе Житомирской области.

## География
Село Краснополь расположено к югу от районного центра — города Чуднова, на реке Кобылке, правом притоке Тетерева. Село занимает площадь 5,616 км².

## История
Бывшее село Краснопольской волости Житомирского уезда Волынской губернии Российской империи. В прошлом было довольно крупным торговым центром, где имелось 12 церквей и множество торговых лавок, армян, евреев, персов и греков
По переписи 2001 года население составляло 1226 человек.

## Местный совет
Село Краснополь — административный центр Краснопольского сельского совета.
Адрес местного совета: 13264, Житомирская область, Чудновский р-н, с. Краснополь, ул. Центральная, 1.

## Известные уроженцы
- Ляденко, Анатолий Никитович (1923—1987) — Герой Советского Союза.
- Полищук, Клим Лаврентьевич (1891—1937) — украинский поэт и прозаик.